# 40-й отдельный командно-измерительный комплекс
40-й отдельный командно-измерительный комплекс (Центр дальней космической связи) (НИП-16, войсковая часть 81415) в составе Главного испытательного космического центра имени Г. С. Титова Воздушно-космических сил, располагается в селе Витино, недалеко от Евпатории (Крым). Территория центра была разделена на три площадки — Витино (главная), Заозёрное, Школьное. Обладает двумя кодами в списке обсерваторий Центра малых планет: 255 (Evpatoria, РТ-70) и  B17 (AZT-8 Evpatoria, АЗТ-8).

## История

### Создание и развитие научного измерительного пункта

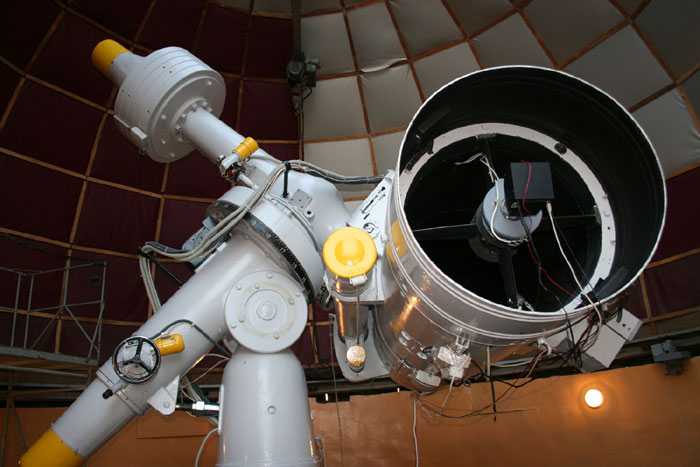
АЗТ-8 во время пробных экспериментов в июле 2006 года

Предтечей создания ЦДКС послужил развёрнутый в 1958 году на южном склоне горы Кошка близ Симеиза временный пункт управления автоматическими межпланетными станциями (АМС). 2 января 1959 года пункт уже принимал и обрабатывал информацию с первой АМС «Луна».
В декабре 1959 года по предложению академиков Сергея Павловича Королёва и Мстислава Всеволодовича Келдыша правительство принимает решение о создании в Евпатории Центра дальней космической связи (ЦДКС).
В июне 1960 года в приморском равнинном районе Крыма неподалёку от Евпатории был построен и сформирован 85-й радиотехнический центр дальней связи с космическими объектами (НИП-16 в/ч 34436 УС «Коралл»). Техническую основу комплекса сооружений составлял космический радиотехнический комплекс «Плутон», оснащённый уникальными антеннами АДУ-1000, которые не имеют мировых аналогов. В состав объекта входили две площадки: первая — в районе села Витино
(приёмная), вторая — в районе пос. Заозёрное (передающая). Большое расстояние между площадками 10 км было необходимо, чтобы отделить чувствительное приёмное оборудование от мощного излучения передающего. На первой площадке (Витино) находятся здания ЦДКС, две сверхчувствительные приёмные антенны АДУ-1000 комплекса «Плутон», сдвоенный телескоп АЗТ-28 оптической системы «Сажень», телескоп АЗТ-8. На второй площадке комплекса (пос. Заозёрное) находились передающая антенна АДУ-1000 комплекса «Плутон», радиотелескоп РТ-32 (П-400П) и обслуживающие здания. Главным объектом на передающей площадке № 2 была мощнейшая антенна АДУ-1000, на которой размещалось 8 параболических зеркал диаметром 16 метров. Для установки антенны от строителей требовалось с высочайшей точностью возвести фундамент и пилон, на который устанавливалась сама антенна.
27 сентября 1960 года ЦДКС принят госкомиссией. 12 февраля 1961 года приступил к управлению полётом первой в мире автоматической межпланетной станции «Венера-1». В 1965 году были осуществлены запуски аппаратов «Венера-2» и «Венера-3». Со временем был запущен целый ряд космических аппаратов серий «Эхо», «Венера», «Марс», с помощью которых отрабатывались вопросы динамики полётов и посадки на планеты Солнечной системы, изучение атмосферы планет, передачи информации.
В ноябре 1961 года ЦДКС получил закрытое наименование «98-й Отдельный научно-измерительный пункт дальней связи с космическими объектами» (98-й ОНИП ДС с КО).
В 1963 году Центр дальней космической связи посетил радиоастроном Бернард Ловелл, который был поражён мощностью оборудования центра.
В 2009 году Бернард Ловелл сообщил о покушении на него во время этого посещения, — КГБ якобы пытался убить его, облучив мощным сигналом одной из антенн центра. Ловелл написал полный отчёт об инциденте, который был опубликован лишь после его смерти.
В 1970-х годах на третьей площадке комплекса (с. Молочное) был построен радиотелескоп РТ-70, который по сей[когда?] день один из лучших по техническим характеристикам.
До 1980 года в НИП-16 функционировал Центр управления космическими полётами (ЦУП) пилотируемыми космическими кораблями. Отсюда велось управление 41 кораблём «Союз», 6 орбитальными станциями «Салют», 14 грузовыми кораблями «Прогресс».
С 1982 на базе ЦДКС начал функционировать Запасной центр управления наземной и орбитальной группировками Военно-космических сил МО СССР, который параллельно с основным Командным пунктом Главного центра управления и испытаний космических средств МО СССР планировал и руководил работой наземных средств по управлению комическими аппаратами различного назначения и был готов в любой момент взять управления на себя.
В конце 1989 года на базе 98-го отдельного научно-измерительного пункта (НИП-16, в/ч 34436) был сформирован 1272-й Центр командно-измерительных комплексов (ЦКИК-5) (в/ч 31455), куда помимо НИП-16 организационно входили НИПы в Красном селе (НИП-9), Школьном (79-й ОНИП, НИП-10), Щёлково (НИП-14), Дунаевцах (43-й ОНИП, НИП-19), Родниковом (НИП-24).

### В независимой Украине

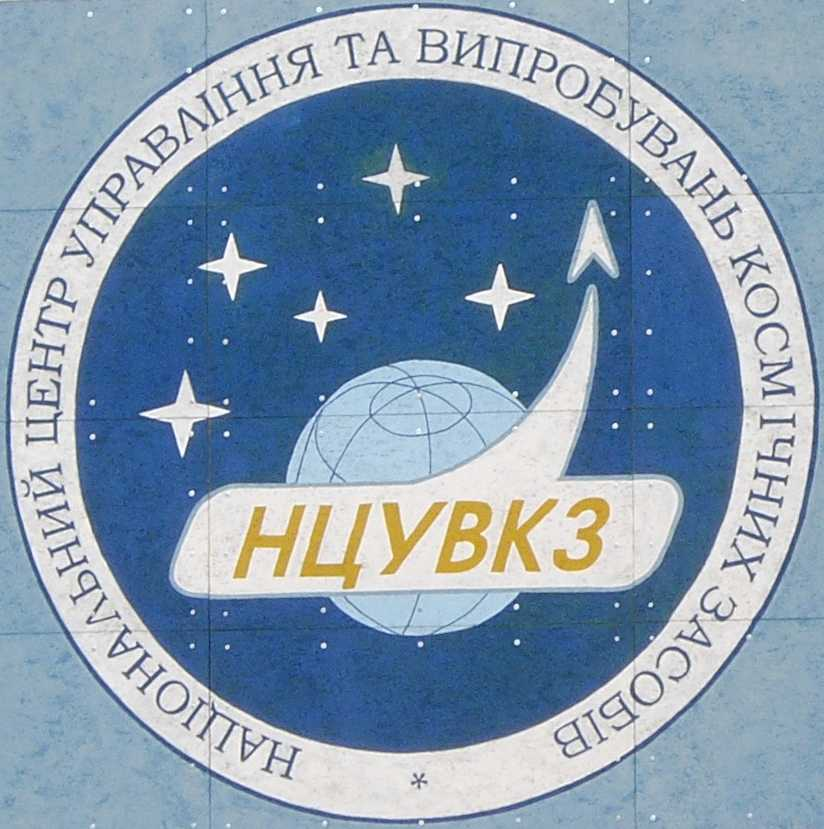
Эмблема НЦУИКС в 1996—2014 годах

В 1993 году в/ч 34436 была расформирована. ЦДКС перешёл в ведомство Национального космического агентства Украины. Остальные НИПы, входившие в состав 1272-го ЦКИК на территории Украины были ликвидированы.
В 1996 году, в соответствии с указом президента Украины № 698/96 от 12.08.1996 года в Евпатории на базе Центра дальней космической связи (1272-го ЦКИК) был создан Национальный Центр управления и испытаний космических средств (НЦУИКС) с подчинением Национальному космическому агентству Украины. Фактически из военного объекта центр превратился в гражданскую обсерваторию, подчиняющуюся Академии наук Украины, но присутствие военных было необходимо для обслуживания и обеспечения работоспособности военных радиотелескопов. Текст указа предусматривал постепенную демилитаризацию объекта до 2000 года.
В мае-июле 1999 года, августе-сентябре 2001 года, июле 2003 года и октябре 2008 года при помощи РТ-70 были отправлены послания внеземным цивилизациям.
В течение 10 лет (1998—2008 года) проводились эксперименты LFVN с РТ-70. Проводились эксперименты по РСДБ-локации. По программе ПулКОН сотрудничество продолжается как минимум в течение четырёх лет: с 2006 по 2009 год.
В 2011 году планировалось осуществить управление КА «Фобос-грунт».
В ноябре 2013 года для покрытия задолженности НЦУИКС была демонтирована и сдана в металлолом уникальная антенна дальней космической связи АДУ-1000 передающего комплекса «Плутон» на площадке № 2 в Заозёрном.
До 2014 года за научную загрузку инструментов НЦУИКС отвечал Радиоастрономический институт Национальной академии наук Украины (РИ НАНУ).

### Оккупация Крыма Россией
В 2014 году, после российской аннексии Крыма, центр был захвачен Россией. В марте 2014 года одним из офицеров ВС Украины была вывезена в Киев вся документация НЦУИКС.
В начале 2015 года НЦУИКС был реорганизован в 40-й отдельный командно-измерительный комплекс Войск ВКО Российской Федерации. На базе научного центра заново сформирована войсковая часть 81415. Боевое знамя части в торжественной обстановке было вручено 22 февраля 2015 г. на Театральной площади Евпатории командующим Войсками воздушно-космической обороны генерал-лейтенантом Александром Головко командиру 40-го ОКИК полковнику Роману Винокурову.
В Министерстве обороны России заявили, что на момент захвата Крыма комплекс пребывал в плачевном состоянии — из всех сооружений в рабочем состоянии была лишь одна антенна для будущего управления украинским космическим аппаратом «Лыбидь», запуск которого к тому моменту так и не состоялся. За время украинской эксплуатации НЦУИКС не нашёл для него применения и уникальные площадки комплекса были разграблены. В штабе войск ВКО заявили, что практически сразу приступили к оснащению объекта новыми командно-измерительными системами управления космическими аппаратами и комплексами системы контроля космического пространства. Поскольку сами антенные системы практически не стареют, то, заменив устаревшую и вышедшую из строя приёмо-передающую аппаратуру на современную, можно получить новый инструмент.
Стал частью Главного испытательного центра им. Германа Титова.
Центр проходил модернизацию, Минобороны России утверждена программа по развитию комплекса до 2020 года. По ней заложены средства по модернизации, наращиванию новой техники и обучению личного состава.
Весной 2017 года было объявлено, что 40-й ОКИК за 3 года модернизации получил 10 современных комплексов взамен устаревшего советского оборудования. Центр стал частью российской системы «ГЛОНАСС». Подключение к ней новейшего оборудования ЦДКС позволило улучшить точность определения местоположения на карте на 30 %.
Центр дальней космической связи был оборудован новейшей российской командно-измерительной системой «Фазан МТС», имеющей радиус действия от 100 до 40 000 км. Данная система решает задачи по управлению всей орбитальной группировкой России.
В соответствии с планом госзакупок к 2030-му году ЦДКС будет реконструирован, в том числе радиотелескоп РТ-70 в целях управления пилотируемыми кораблями «Орёл» (ранее назывался «Федерация») для полёта на Луну. Объём запланированных работ в текущих ценах 2019 года оценивается в 1,8 миллиарда рублей.
- 2 апреля 2019 года на заседании Совета РАН по космосу генконструктор НПО им. Лавочкина Александр Ширшаков объявил, что начаты работы по восстановлению станции дальней космической связи в Евпатории для обеспечения приёма сигнала рентгеновской обсерватории «Спектр-РГ», которые должны завершиться к 2020 году[18].
- 13 июля 2019 года руководитель отдела наземных научных комплексов ИКИ РАН Владимир Назаров в видеролике на YouTube-канале «Научная Россия», посвящённом запуску «Спектра-РГ» сообщил, что наземная станция дальней космической связи в Евпатории заработает в августе 2020 года[19].

В ночь на 24 июня 2024 года, в ходе российского вторжения на Украину, Вооружённые силы Украины поразили 40-й ОКИК ракетами ATACMS.  На спутниковых снимках отмечались следы пожара и разрушения. По сообщению Forbes — хотя пожары на территории и бушевали всю ночь, сам Центр — трудная цель и потребуется несколько ударов, чтобы его уничтожить, а также издание напомнило, что уничтожение центра не лишит  Россию возможности поддерживать связь со своими спутниками, а лишь сократит её.

## Направления работы комплекса

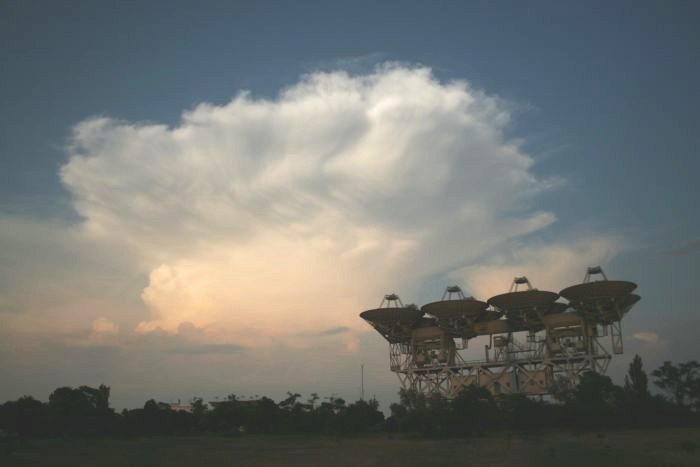
АДУ-1000 (8 чашек по 16 метров, «Плутон»)

- Управление орбитальной группировкой КА России;
- Контроль техническими средствами сейсмической обстановки и других геофизических явлений на территории Крыма и мира;
- Проведение перспективных научных исследований;
- Контроль космического пространства Российской Федерации;
- Совместное с Роскосмосом освоение космического пространства.

## Инструменты комплекса

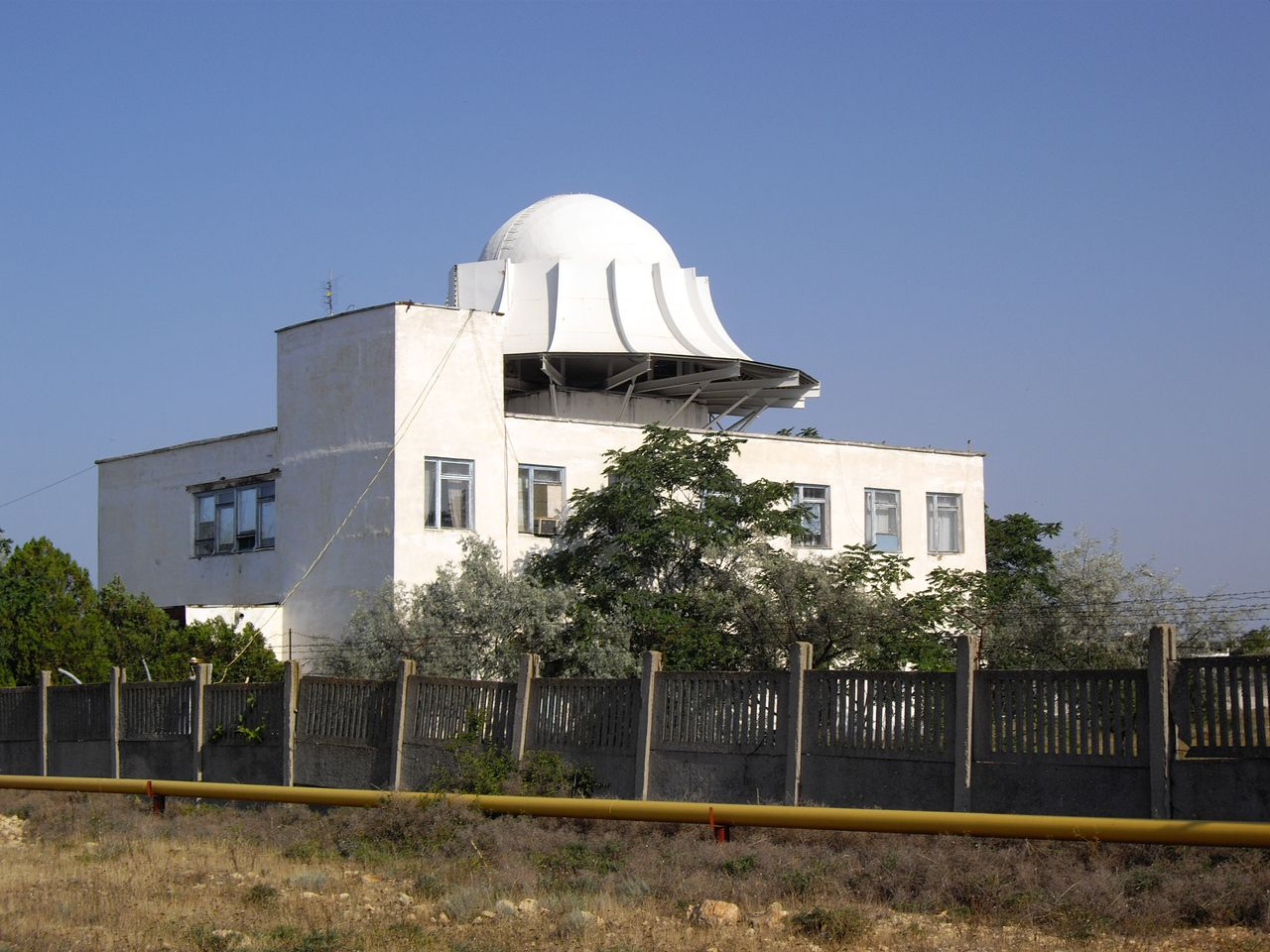
Купол АЗТ-28(«Большая сажень»)

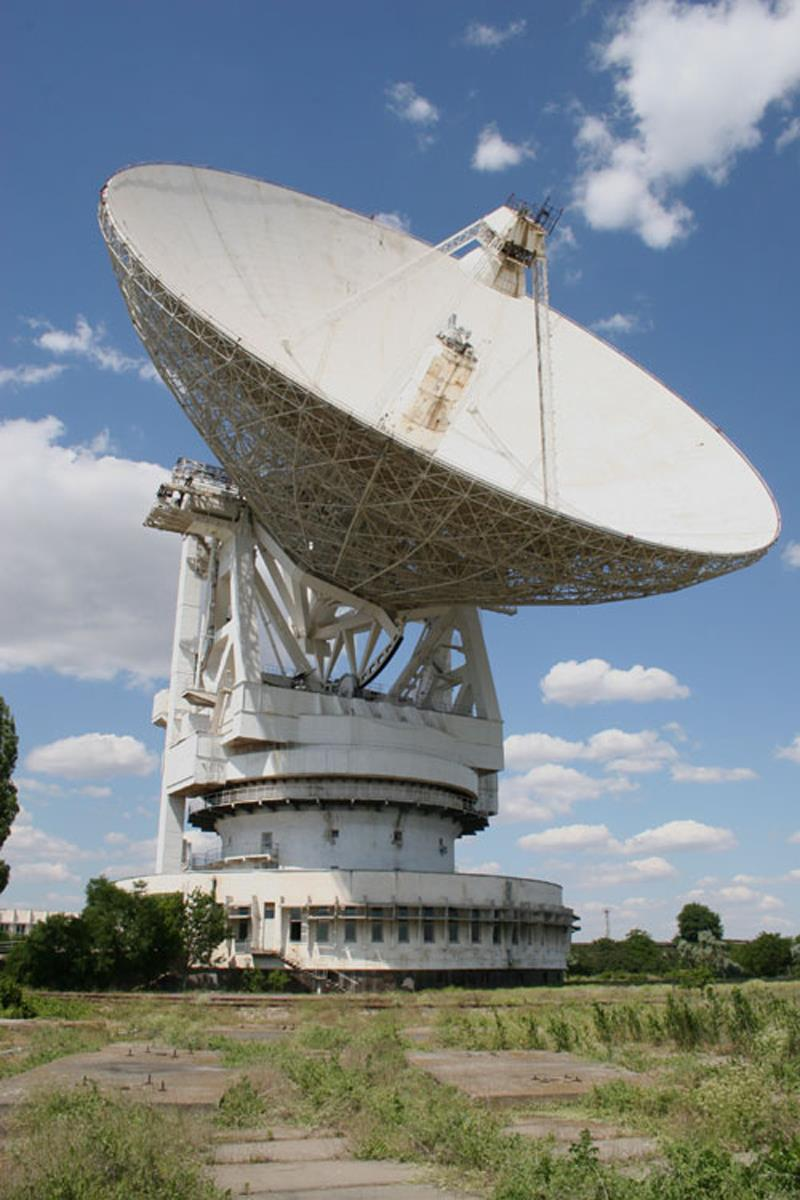
70-м антенна П-2500 (РТ-70)

- 70-м антенна П-2500 (РТ-70) на 3-й площадке
- 32-м антенна П-400П на 2-й «передающей» площадке. Восстановление[23] и использование планируется после урегулирования юридических вопросов по сносу части дачного посёлка в небезопасной зоне вокруг антенны[24]. В предыдущие несколько лет Уютненский сельсовет, в нарушение земельного законодательства Украины выделял землю в непосредственной близости к антенне.
- Две антенны по 25-м КТНА-200[1] на 1-й площадке. Одна из антенн КТНА-200 системы «Сатурн», установленная в НИП-16, демонстрировалась в заставке телепрограммы «Время» на центральном телевидении ЦТ в 1970-х годах[25].
- Три антенны АДУ-1000[1] — 2 приёмные и 1 передающая (8 чашек по 16 метров, «Плутон»), расположенные на 1-й и 2-й площадках соответственно. В ноябре 2013 года передающая антенна на 2-й площадке утилизирована для покрытия финансовой задолженности центра.
- Сдвоенный 50-см оптический телескоп АЗТ-28 (Квантовая оптическая система «Сажень») на 1-й площадке
- Телескоп АЗТ-8 (D=700 мм, f=2400 мм) на первой площадке
- Антенна ТНА-400 в Школьном под Симферополем (НИП-10). По состоянию на 2013 год оборудование в Школьном разграблено. Корпуса разобраны. Сама антенна сохранилась. В 2014 глава Роскосмоса, во время визита в ТНУ сообщил, что планируется восстановить антенну в рабочее состояние[23].

## Командиры комплекса
- полковник Краснопёр Владимир Иванович 1958—1960
- полковник Работягов Анатолий Павлович 1960—1965
- полковник Сыцко Георгий Александрович 1965—1968
- полковник Терехин Дмитрий Васильевич 1968—1973
- полковник Аксёнов, Владимир Иванович 1974—1980
- полковник Иванов Василий Иванович 1980—1988
- полковник Самарин Геннадий Корнеевич 1988—1989
- полковник Лебедев Юрий Михайлович 1989—1992
- полковник Клименко Владимир Павлович 1992—1996
- полковник Малевинский Станислав Владимирович 1996—2014
- полковник Винокуров Роман Александрович 2014—2019
- полковник Дросов Вадим Евгеньевич 2019—н.в.

В ЦУП-е КА «Сич-2»